# Wilfred Baddeley
Wilfred Baddeley (Bromley, 11 gennaio 1872 – Mentone, 24 gennaio 1929) è stato un tennista inglese.
È stato il maggiore tra i gemelli Baddeley, suo fratello Herbert morì il 20 luglio 1931 a Cannes.

## Carriera
Ha preso parte al Torneo di Wimbledon per la prima volta nel 1890 e l'anno successivo vinse per la prima volta il torneo, con questa vittoria contro Joshua Pim divenne il tennista più giovane ad aver vinto il singolare maschile e mantenne il record fino alla vittoria di Boris Becker nel 1985.
Dal 1891 fino al 1896 Wilfred arrivò per sei volte consecutive alla finale di Wimbledon vincendo tre volte.
Insieme al gemello arrivò per sei volte alla finale del doppio maschile a Wimbledon vincendo quattro volte, dopo la finale del 1897 entrambi i gemelli si ritirarono dalla carriera tennistica per proseguire quella da avvocati.

## Finali del Grande Slam

### Vinte (3)
| Anno | Torneo        | Avversario in finale | Risultato               |
| 1891 | Wimbledon     | Joshua Pim           | 6-4, 1-6, 7-5, 6-0      |
| 1892 | Wimbledon (2) | Joshua Pim           | 4-6, 6-3, 6-2, 6-2      |
| 1895 | Wimbledon (3) | W. V. Eaves          | 4-6, 2-6, 8-6, 6-2, 6-3 |

### Perse (3)
| Anno | Torneo    | Avversario in finale | Risultato               |
| 1893 | Wimbledon | Joshua Pim           | 3-6, 6-1, 6-3, 6-2      |
| 1894 | Wimbledon | Joshua Pim           | 10-8, 6-2, 8-6          |
| 1896 | Wimbledon | Harold Mahony        | 6-2, 6-8, 5-7, 8-6, 6-3 |